# アメリカ合衆国住宅都市開発省
アメリカ合衆国住宅都市開発省（アメリカがっしゅうこくじゅうたくとしかいはつしょう、英: United States Department of Housing and Urban Development、略称: HUD）は、アメリカの行政機関のひとつ。
1965年にリンドン・ジョンソン大統領によって設立された。

## HUD報告書
1960年代末にHUD報告書を提出してこれが、自動運転による新交通システムの導入の契機になった。その後、各国で類似の概念の新交通システムの導入が1970年代から1980年台にかけて進んだ。当時はコンピュータの水準が現在よりも遥かに劣っていたものの、宇宙開発が一段落してオイルショックの後、石油を大量に消費する自動車による交通への反省から新交通システムの開発は精力的に進められた。